# Classe de Donsker
Une classe de Donsker est une classe de fonctions mesurables qui vérifie la propriété de la convergence en loi du processus empirique indexé par cette classe de fonctions vers le pont brownien indexé lui-aussi par cette classe de fonction. Il s'agit d'une généralisation au théorème de Donsker.

## Définitions
Soient des variables aléatoires {\displaystyle (X_{i})_{i\in \mathbb {N} ^{*}}} i.i.d. définies sur un espace de probabilité {\displaystyle (\Omega ,{\mathcal {T}},\mathbb {P} )} à valeurs dans un espace mesurable {\displaystyle ({\mathcal {X}},{\mathcal {A}})} et {\displaystyle {\mathcal {F}}} une classe de fonctions mesurables de {\displaystyle ({\mathcal {X}},{\mathcal {A}})} à valeurs réelles. On dit que {\displaystyle {\mathcal {F}}} est une classe de Donsker si elle vérifie la propriété
avec {\displaystyle \alpha _{n}} le processus empirique indexé par la classe de fonctions {\displaystyle {\mathcal {F}}} et {\displaystyle \mathbb {G} } le pont brownien indexé par {\displaystyle {\mathcal {F}}}, i.e. le processus gaussien centré dont la fonction de covariance est donnée par 
Puisqu'une classe de Donsker {\displaystyle {\mathcal {F}}} dépend de la mesure {\displaystyle P=\mathbb {P} ^{X}} la loi des {\displaystyle X_{i}}, on peut dire en cas d'éventuelle confusion sur la loi que {\displaystyle {\mathcal {F}}} est une classe de {\displaystyle P}-Donsker.
En particulier, le théorème de Donsker revient à dire que la classe des fonctions indicatrices {\displaystyle {\mathcal {F}}=\{x\mapsto \mathbf {1} _{\{x\leq t\}}:t\in \mathbb {R} \}} est une classe de Donsker. Ce théorème dit donc que le processus empirique converge en loi vers un pont brownien.

## Conditions suffisantes
Les conditions suffisantes évoquées dans cette partie impliquent implicitement la continuité du processus limite d'après le théorème de Dudley.

### Condition avec l'entropie avec crochet
Soit {\displaystyle {\mathcal {F}}} une classe de fonctions mesurables vérifiant
où {\displaystyle H_{[\ ]}({\mathcal {F}},\varepsilon ,d)} est le logarithme de {\displaystyle N({\mathcal {F}},\varepsilon ,d)}, le nombre de recouvrements avec crochets de {\displaystyle {\mathcal {F}}} de rayon {\displaystyle \varepsilon } et avec la distance {\displaystyle d}. Alors {\displaystyle {\mathcal {F}}} est une classe de Donsker

### Condition avec l'entropie
On note {\displaystyle H({\mathcal {F}},\varepsilon ,d)} le logarithme de {\displaystyle N({\mathcal {F}},\varepsilon ,d)} du nombre de recouvrement de {\displaystyle {\mathcal {F}}} de rayon {\displaystyle \varepsilon } et avec la distance {\displaystyle d}. Supposons que {\displaystyle {\mathcal {F}}} est une classe de fonctions satisfaisant les conditions
- {\displaystyle \int _{0}^{+\infty }\sup _{Q}{\sqrt {H({\mathcal {F}},\varepsilon ||F||_{Q,2},L_{2}(P))}}\mathrm {d} \varepsilon }, où {\displaystyle F} est une enveloppe de {\displaystyle {\mathcal {F}}} et le supremum est pris sur l'ensemble des mesures de probabilité discrètes de {\displaystyle ({\mathcal {X}},{\mathcal {A}})} telles que {\displaystyle ||F||_{Q,2}^{2}=\int F^{2}\mathrm {d} Q>0} ;
- Les classes {\displaystyle {\mathcal {F}}_{\varepsilon }:=\{f-g:f,g\in {\mathcal {F}},||f-g||_{P,2}<\varepsilon \}} et {\displaystyle {\mathcal {F}}_{\infty }^{2}} sont {\displaystyle P}-mesurables pour tout {\displaystyle \varepsilon >0} ;
- {\displaystyle PF^{2}<+\infty } avec {\displaystyle F} une enveloppe de {\displaystyle {\mathcal {F}}}.

Alors {\displaystyle {\mathcal {F}}} est {\displaystyle P}-Donsker.
La première condition est généralement appelée « condition d'entropie uniforme ».

### Condition avec les deux entropies
Soit {\displaystyle {\mathcal {F}}} une classe de fonctions mesurables vérifiant
De plus, on suppose que {\displaystyle {\mathcal {F}}} possède une enveloppe {\displaystyle F} admettant un moment de second ordre faible (i.e. {\displaystyle P(F>x)=o(x^{-2}),x\to \infty }). Alors {\displaystyle {\mathcal {F}}} est une classe de {\displaystyle P}-Donsker.